# Jordan Sibert
Jordan Jerrell Sibert  (Cincinnati, Ohio; 1 de agosto de 1992) es un jugador de baloncesto estadounidense  que pertenece a la plantilla de los  College Park Skyhawks de la G League. Con 1,93 metros de altura, juega en la posición de escolta y alero.

## Trayectoria deportiva
Jordan es un jugador formado a caballo entre  Ohio State Buckeyes y Dayton Flyers y que tras no ser drafteado en 2015, jugó en  las filas de Erie BayHawks.
En 2015, Jordan jugó en la NBA Summer League con Orlando Magic.
En 2016, firma por el PAOK Salónica.

## Estadísticas de su carrera en la NBA

### Temporada regular
| Año     | Equipo  | PJ | PT | MPP | %TC   | %3P   | %TL | RPP | APP | ROB | TPP | PPP |
| ------- | ------- | -- | -- | --- | ----- | ----- | --- | --- | --- | --- | --- | --- |
| 2018-19 | Atlanta | 1  | 0  | 4.0 | 1.000 | 1.000 | -   | .0  | .0  | .0  | .0  | 3.0 |
| Total   | Total   | 1  | 0  | 4.0 | 1.000 | 1.000 | -   | .0  | .0  | .0  | .0  | 3.0 |